# Psammophylax multisquamis
Psammophylax multisquamis — вид змій родини піщаних змій (Psammophiidae). Мешкає в Східній Африці.

## Поширення і екологія
Psammophylax multisquamis мешкають на Ефіопському нагір'ї, в горах Центральної Кенії і Північної Танзанії. Реліктова популяція існує на півночі Руанди. Psammophylax multisquamis живуть на гірських луках і в саванах.